# Leroy Osmon
Leroy Osmon (ook: LeRoy Osmon) (Washington (Indiana), 27 mei 1948) is een Amerikaans componist, muziekpedagoog, musicoloog, dirigent, klarinettist en saxofonist.

## Levensloop
Osmon in Washington (Indiana) geboren, groeide op in Texas. Gedurende zijn High School tijd leerde hij het bespelen van klarinet en saxofoon en werkte in het school-harmonieorkest mee. Hij werd toegelaten aan de  Lamar University in Beaumont (Texas) voor studies in compositie bij Paul Holmes en orkestratie bij Charles Wiley. Aldaar behaalde hij in 1971 zijn Bachelor in Music. Voor korte tijd was hij docent in Oost-Texas. Vervolgens studeerde hij compositie bij Fisher Tull, HaFa-directie bij Gary Sousa en musicologie bij James Marks aan de Sam Houston State University in Huntsville. Aan deze universiteit behaalde hij zijn Master of Music. Zijn studies voltooide hij aan de University of Houston in Houston bij Michael Horvit (compositie) en Eddie Green (orkestdirectie) en promoveerde tot Doctor of Musical Arts. 
Hij was docent en dirigent van verschillende harmonieorkesten van openbare scholen in Texas, zoals van de "Huffman Middle School". In 1989 dirigente hij de Texas Symphonic Band tijdens hun Europatournee. Tegenwoordig is hij docent aan de "Escola de Música de Bach" in Mérida en aan het "Instituto Superior de Musica del Estado de Veracruz".
Als componist schreef hij meer dan 150 werken, waarvan rond 96 werken gepubliceerd werden. Twee keer werd hij met de "Medallion La Ville De Contrexéville" in  Contrexéville bekroond voor uitstekende werken bij de compositiewedstrijd en hij kreeg 19 keer de ASCAP Standard Music Award. In 2004 en in 2008 werd hij genomineerd voor de Grammy Award. In 2008 werd zijn compositie Zeraim from The Book of Ruth genomineerd voor de Pulitzerprijs voor muziek alsook voor de "University of Louisville Grawemeyer Award for Music Composition".

## Composities

### Werken voor orkest
- 1991 - Concerto, voor piano en orkest  (withdrawn by the composer)
- 1993 - Rhapsoidos (Lean against the wind), voor sopraan, dwarsfluit en orkest (withdrawn by the composer)
- 1996 - Pastorale, voor strijkers en harp
- 2000 - Chamber Symphony
- 2002 - Zeraim from The Book of Ruth, voor sopraansaxofoon, mezzosopraan en kamerorkest
- 2003 - A Lonely Moment Wakens, voor althobo, harp en strijkorkest
- 2004 - Horologion of Andronicos, voor orkest
- 2005 - Intermezzo: In the Summer's Sun, voor viool, piano en strijkorkest
- 2007 - Hebrew Folk Song Suite, voor strijkorkest
- 2008 - Toccata, voor piano en strijkers
- 2009 - Romanza, voor piano en strijkers
- 2009 - Dia de los Muertos (Day of the Dead), voor orkest
- 2009 - Concerto, voor klarinet en orkest
- 2010 - Rhapsody, voor altviool, piano en strijkers
- 2011 - Celebration and Lament, voor dwarsfluit solo, altviool, harp, piano en strijkorkest
- 2011 - Concerto No. 3, voor tuba, piano en strijkers
- 2012 - Hebrew Folk Song suite No. 4, voor strijkorkest
- 2012 - Pastoral: A Lark's Song in the Clear Air, voor orkest
- 2013 - A Hebrew Rhapsody, voor klarinet, hoorn, bastrombone, slagwerk en orkest
- 2013 - Ballad, voor trompet, piano en strijkorkest
- Elegy, voor tuba en klein orkest
- 2015 - "The Lorca Symphony" Full Orchestra
- 2016 - "Music for Percussion, Piano and String Orchestra"

### Werken voor harmonieorkest
- 1974 - Fantasies For Winds and Percussion
- 1981 - American Songs
- 1988 - Symphony for Winds and Percussion "When things are still"
  1. Shadow of the afternoon
  2. Even the sea dies!
  3. Sing his elegance in words that moan
- 2005/2006 - Concerto nr. 2, voor tuba en harmonieorkest
  1. Allegro con leggerezza e giocoso
  2. Adagio con affezione
  3. Allegro risoluto
- 2010 - and fragments of a dream
- 2010 - Ballade, voor hoorn en harmonieorkest
- 2010 - Fanfare for a Great Hall
- 2010 - In the Land of Green Lightning
- 2011 - Introduction and Allegro
- 2012 - A Lark's Song in the Clear Air
- 2012 - Aluxes
- 2013 - La pequeña niña pecosa (March Moderato)
- 2013 - "Harrison1922"
- 2013 - "Daily Warm-up for Symphonic Band"
- 2014 - "La Cazadora (Mexican March)
- 2014 - "Chikungunya"
- 2015 - "Concerto No. 5 for Tuba and Symphonic Band"
- 2016 - "March to Xibalba - March Fantasy"
- A Last Silence...
- An Irish Melody
- Avinu Malkeynu
- Canciones y Sones de Mexico
- Chateau le Bombadier
- Childrens' Songs
- Christmas In the Netherlands
- Concerto, voor dwarsfluit en harmonieorkest
- Concerto, voor trompet en harmonieorkest
- Dance Poem
- Dancers, suite
- David's Lyre
- Dia de los Muertos
- Dim Points of Light
- Down Longford Way - Grainger/Osmon
- Dziadek
- Elegy: Sixteen Minutes from Home
- Enigmatic Variations
- Fanfare, Elegy and Dance
- Fanfare - Experience the Adventure
- Four Dutch Hymns
- From a Sixpence Book (of Old English Songs)
- From our Fathers, suite
- Halavisa - A Sea Rhapsody
- Hanszen Parish Overture
- Hebrew Folk Song Suite nr. 1
- Hebrew Folk Song Suite nr. 2
- Hebrew Folk Song Suite nr. 3
- Hebrew Rhapsody
- Holliday Festival Overture
- Huapango - Moncayo/Osmon
- Hymns and Songs
- I have been one acquainted with the Night, voor piano en harmonieorkest
- In Memory of a Summer Day
- March 104
- Masada
- Midnight Culmination of Sirius
- Prelude and Dance (Akdam ve Reekood)
- Prelude from the 49th Parallel - Vaughn Williams/Osmon
- Scaleria de Oro
- Shenandoah - Grainger/Osmon
- Scotch Strathspey and Reel - Grainger/Osmon
- The Hanukkah Gift
- The Midnight Culmination of Sirius
- The Rabbit and the Coyote (El Conejo y el Coyote), voor spreker en harmonieorkest
- The Widow's Party - Grainger/Osmon
- Tower of the Winds
- Tuqa Gloria Emmeles
- Variations on an Epworth Hymn
- West Point Songs

### Muziektheater

#### Balletten
| Voltooid in | titel                          | aktes   | première | libretto                                                        | choreografie |
| ----------- | ------------------------------ | ------- | -------- | --------------------------------------------------------------- | ------------ |
| 1994        | A Sea of Seven Colors          |         |          |                                                                 |              |
| 2006        | The Garden of Earthly Delights | 3 aktes |          | gebaseerd op de schilderij Tuin der lusten van Jheronimus Bosch |              |

### Werken voor koor
- 1970 - Cool Tombs, voor gemengd koor
- 1973 - From Micah, voor gemengd koor
- 1990 - Tefillah, voor gemengd koor
- 1999 - Singing to the Heavens, voor gemengd koor

### Vocale muziek
- 1974 - Three Songs, voor zangstem en piano
- 2009 - Acquainted with the night, voor contralto, harp (of: piano) en cello
- 2002 - Zeraim from the Book of Ruth, voor sopraansaxofoon, mezzosopraan en kamerorkest
- Three Poems by Hugh Scott, voor sopraan, dwarsfluit, klarinet, hoorn en cello
- Yiskor, voor mezzosopraan en sopraansaxofoon

### Kamermuziek
- 1968 - rev.1990 Three Moods, voor altviool en piano
- 1968 - Adagio, voor viool en piano
- 1969/1989 - Set, voor hoorn en piano
- 1969 - rev. [2001] Fantasies, voor solo klarinet
- 1972 - Etude for Quintet
- 1973 - Ode: Who is Mad Who is Not!
- 1974 - Octet for Winds and Percussion
- 1975 - Candles That Burn
- 1975 - Prologue: As Flowers Fall
- 1975 - The Grave Diggers of White Chapel
- 1976 - Fields of Light
- 1976 - Fields of Wonder
- 1976 - There is a Field in Flanders
- 1976 rev. 2013 - Transparencies By the Sea
- 1978 - Kakapitshi und Finsternish
- 1979/1989 - Fantasies nr. 2 Raintree Island-Beyond the Rainbow
- 1981 - Cayo del Oso
- 1982 - I Never Saw Another Butterfly...
- 1991 - Concertino - The Incantations of Prospero, voor zangstem en kamerorkest (Trumpet, Cello and 8 Percussionist)
- 1984 - Kemah (In the Face of the Wind)
- 1985 - A lonely Flute", voor dwarsfluit (solo)
- 1986 - Elegy (To the Children of Terezin)
- 1990 - Cantallations for Double Reed Choir
- 2000 - A rocky headland amid wild winds, voor koperensemble
- 2008 - Concerto, voor altsaxofoon, cello en 8 slagwerkers
- 2012 - Concerto nr. 4,  voor tuba, 10 trombones en slagwerk
- 2012 - Sian Ka'an, voor cello en harp (of baritonsaxofoon of piano)
- 2014 - "The Widow's Party", for Woodwind Choir by Percy Grainger Arr. by Leroy Osmon
- 2014 - "The Lorca Suite for Mezzo-Soprano and Viola"
- Concert Etudes, voor tuba (solo) vol. I en II (10 Etudes)
- Introduction and Allegro, voor koperkwintet
- Fanfare, voor 2 eufonium en 2 tuba
- Frescos de Bonampak (Octet nr. 2), voor 8 tuba's
- Modinha: For Debra, in May, voor solo cello
- Music for Five Winds, voor blaaskwintet
- Prelude: A Dream I've Had, voor kopersextet
- Sonatina, voor trompet en altviool
- Suite for Solo Cello "Echoes from Merida"
- The Griggs Suite, voor altsaxofoon en percussie
- The Kesten Suite, voor dwarsfluit en tuba
- The Kole Suite" voor dwarsfluit en viool
- "The Lorca Suite" for Mezzo-Soprano and Viola
- "The Dimitrov Nuno Suite" for Flute and Viola

### Werken voor piano
- 1993 - Prelude

### Werken voor slagwerk (percussie)
- 2009 - Acquainted with the Night, voor mallet-percussiekwartet
- Log Rhythms, voor slagwerk/percussiesextet
- "Feet", voor slagwerk/percussiesextet

## Publicaties
- His Name Was Percy Grainger - A Program Guide for the Band Works of Percy Aldridge Grainger, San Antonio (Texas): RBC Publications, 42 p.